# Моркам
Мо́ркам (англ. Morecambe [ˈmɔrkəm]) — город и община в Северо-Западной Англии, графство Ланкашир. Вместе с близлежащей деревней Хишем город образовывает поселение с примерно 51 тысячей человек. В 1889 году сёла Бэйр, Пултон-ле-Сандс и Торрисхолм объединились в один город под названием Моркам, названном так в честь одноимённого залива.

## Достопримечательности
Одной из главных достопримечательностей Моркама является статуя Эрика Моркама, известного актёра.
В 1967 году была открыта главная библиотека города Моркам. Эта библиотека наравне с церковью является одним из немногих зданий в городе, не относящихся к туризму и отдыху на море.

## Спорт
В Моркаме базируется одноимённый футбольный клуб, который начиная с 2021 года выступает в Лиге 1. Также в Моркаме развиты крикет и спортивное рыболовство.

## Экономика
Моркам в основном известен как морской курорт, основанный на туризме. Вдоль берега располагаются много гостиниц и кафе. При этом в Моркаме низкие цены на недвижимость, что делает его популярным. 